# Magazzini del Cotone

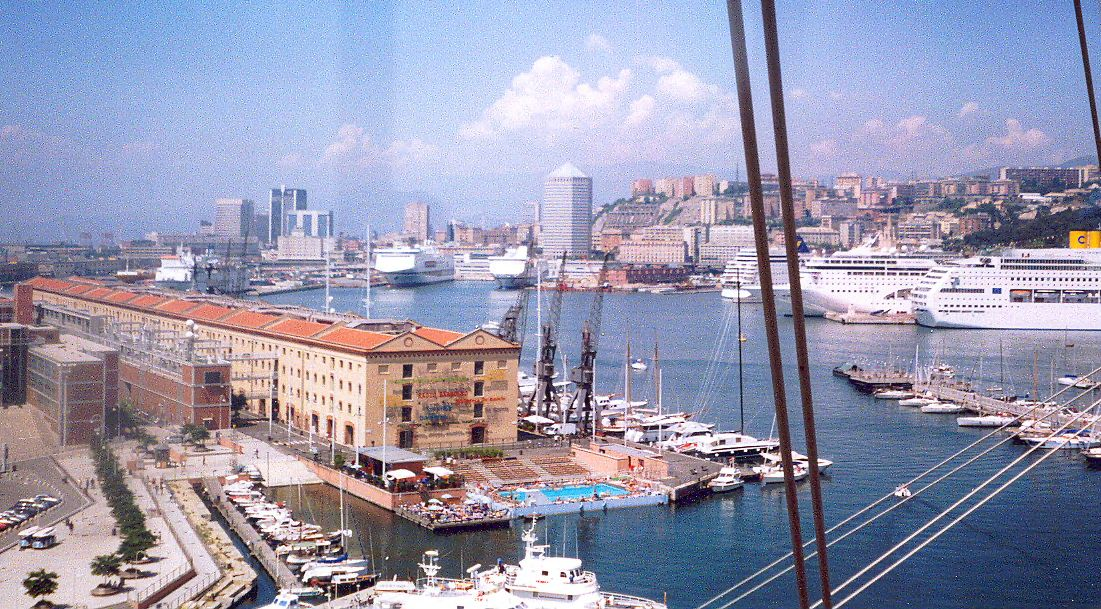
I Magazzini del Cotone visti dal Bigo, l'ascensore panoramico del porto antico

Magazzini del Cotone è una delle principali strutture del porto antico di Genova, seconda area fieristica della città dopo la Fiera internazionale di Genova.

## Storia
Ricoprono una superficie di oltre trentunomila metri quadrati e furono costruiti a fine XIX secolo come Magazzini Generali per le merci in transito al Molo Vecchio.
La costruzione rientrava nella serie di lavori per l'ammodernamento del porto genovese (al tempo il territorio comunale di Genova era limitato al solo centro attuale), ed ebbe inizio il 19 dicembre 1889 per terminare, relativamente al fabbricato nord, nel gennaio 1901. Inizialmente la struttura è servita da 7 gru elettriche a muro, 12 di tipo rialzato posizionate su binari e 7 montacarichi (sempre elettrici) per l'uso interno. Copre un'area di 310,8 m per 30 m e si sviluppa in 4 piani (18,82 metri di altezza), con una suddivisione in 9 scomparti differenti.

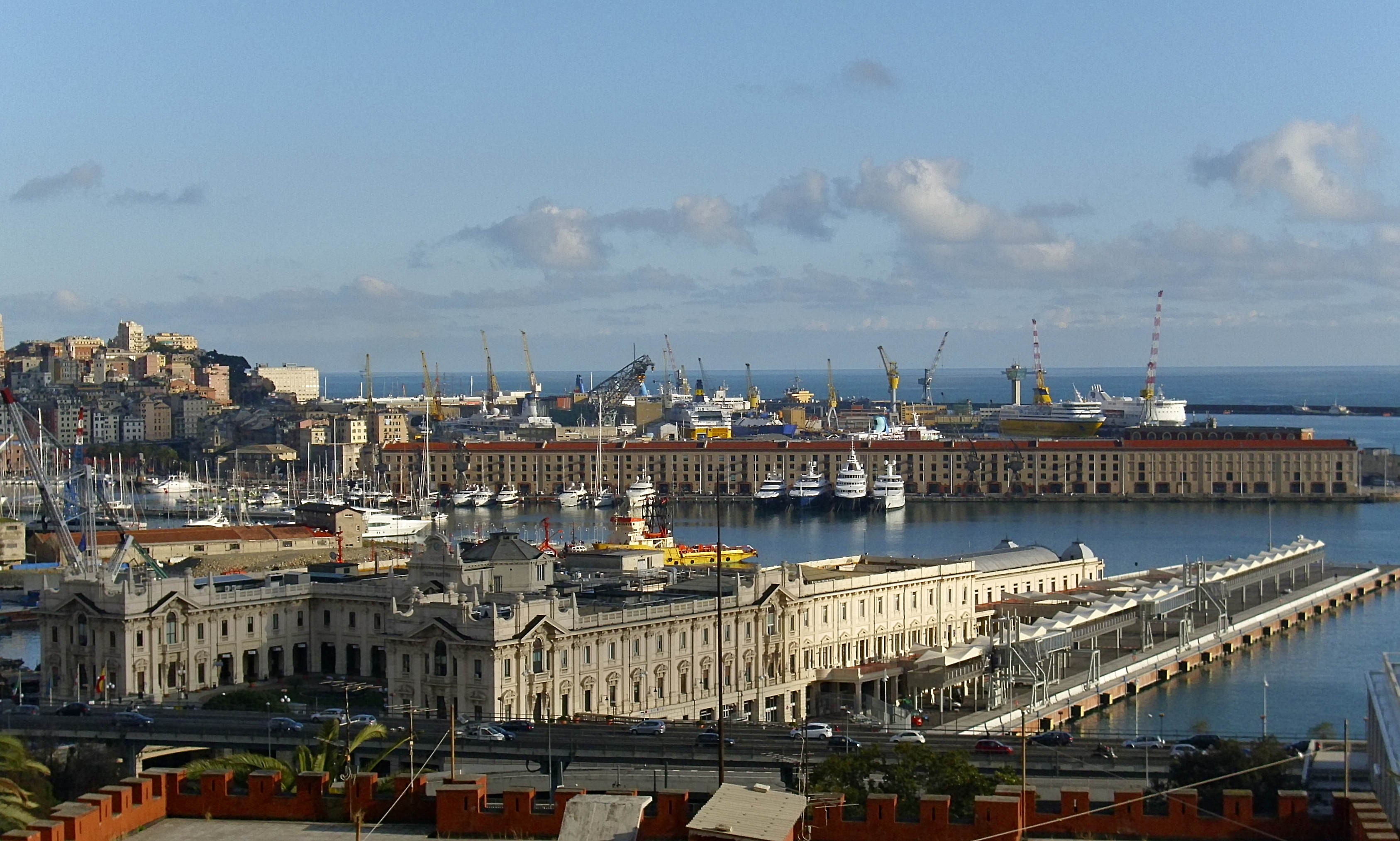
Al centro della foto il fabbricato Nord in tutta la sua estensione. In primo piano la stazione marittima di Genova.

Nel 1926 viene costruito dalla Società anonima Magazzini Generali il fabbricato sud, destinato fin dal principio a deposito per il cotone (da cui il nome attuale del complesso), alto 3 piani e con una superficie di 9650 metri quadrati.. Negli anni trenta la gestione passa in parte alle ferrovie dello Stato (i magazzini erano raggiunti dai binari dei treni merci) e, successivamente, dati interamente in concessione alla Società anonima Magazzini Generali.
Dopo la seconda guerra mondiale (in cui vennero danneggiati dai bombardamenti) furono interamente destinati a deposito delle partite di cotone scaricate dalle navi in transito nel porto genovese. I due edifici vengono collegati da tre ponti metallici e sono serviti da 13 gru elettriche.
Ristrutturati nel 1992 in occasione dell'Expo Colombiana per il cinquecentenario della scoperta dell'America, sono stati adibiti a sede di varie attività culturali e ricreative. Ospitano al loro interno cinema multisala Genova Porto Antico con 10 sale e 3.128 posti a sedere gestito a partire dal 2010 dalla catena The Space Cinema, il centro congressi e delle gallerie con negozi, bar, ristoranti. Al primo piano, si trova la Città dei bambini, un'area didattica dove i bambini possono fare esperimenti e giochi con la guida di animatori.
I locali del fabbricato nord sono dedicati anche ad area espositiva, tra le manifestazioni che ci si svolgono periodicamente vi sono il salone dell'alimentazione Cibio (dal 2006), la fiera del fumetto e animazione Smack! (dal 2011 fino al 2019) e la Festa dello Sport! (manifestazione che interessa tutta l'area del porto Antico).
Sono inoltre presenti nella struttura diverse altre attività, come la Biblioteca civica per ragazzi Edmondo De Amicis dove è possibile consultare testi adatti all'infanzia e libri di psico-pedagogia e l'esposizione La Mostra delle Illusioni, un allestimento con oltre 100 tra illusioni ottiche, scenografie e attività interattive dedicate ai visitatori.

## Il Centro Congressi

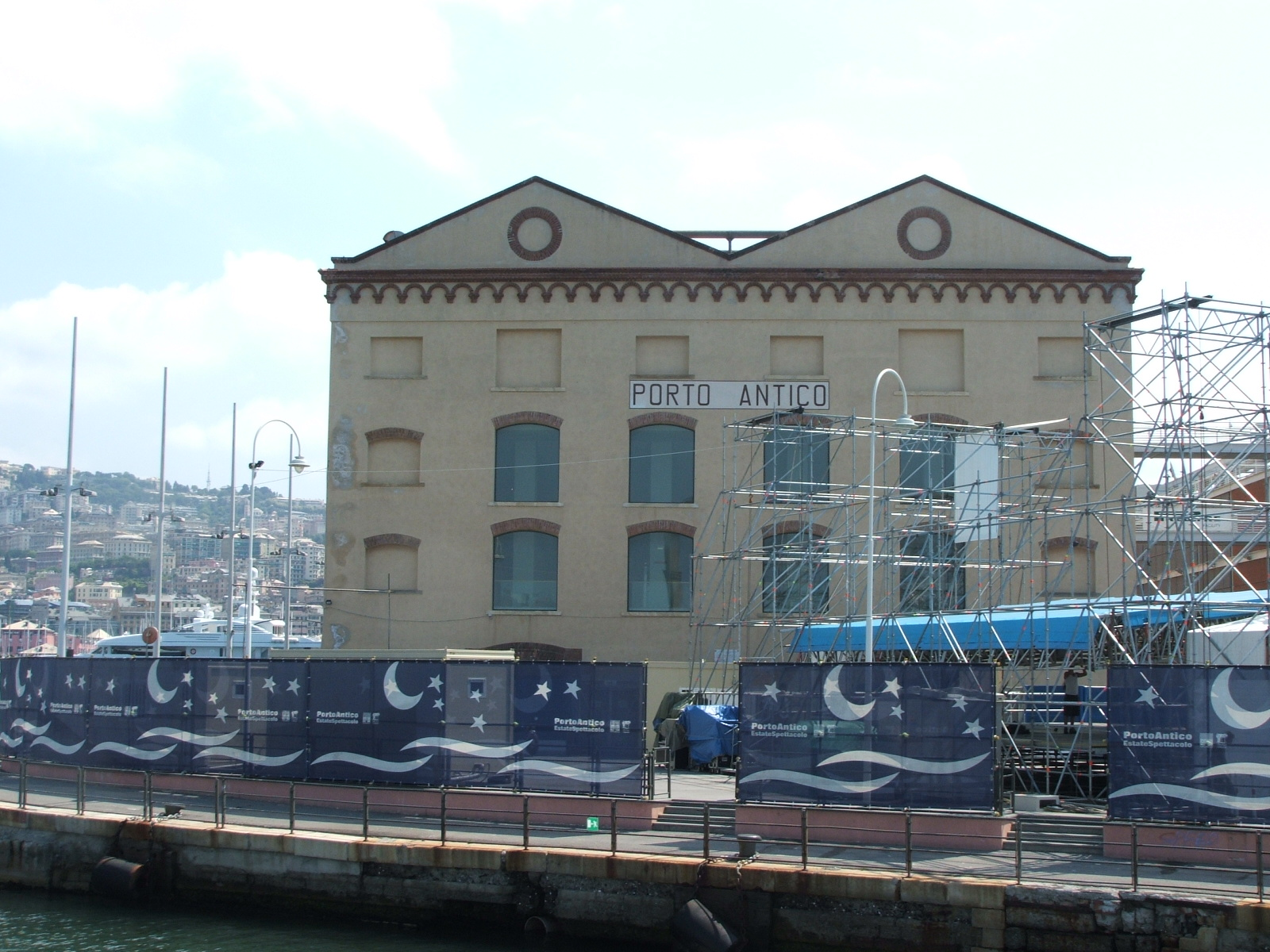
L'Arena sul Mare posta in cima al pontile dei Magazzini del Cotone

Il settore congressuale di Porto Antico di Genova S.p.A. gestisce il Centro Congressi sito negli ultimi sei moduli dei "Magazzini del Cotone". Un'area dedicata a convegni, esposizioni e attività collaterali; comprendente 12 sale con 19 possibili layout, contraddistinte dai nomi della rosa dei venti.
Un Auditorium con una capienza di 1480 posti, divisibile in due sale speculari da 740 posti (le sale Maestrale e Grecale, nei primi anni dopo le Colombiane abibite anche a sale cinematografiche), con palcoscenico concepito come una struttura teatrale, movimentabile a varie altezze.
Vi sono inoltre altre sale di varia capienza (260 posti, 170, 140, 120, 100, 30, 20), delle quali alcune modulari; spazi espositivi per 8 500 m²; spazi esterni per attività varie.